# Schütze Lieschen Müller
Schütze Lieschen Müller ist ein 1956 entstandenes, deutsches Militärfilmlustspiel von Hans H. König mit Maria Sebaldt in der Titelrolle. Die männliche Hauptrolle verkörperte Helmuth Schneider.

## Handlung
Die deutsche Bundeswehr plant eine reine Frauenkompanie aufzustellen. Werbeplakate für diesen revolutionären Schritt sind überall in der Stadt zu sehen. Während die junge Elisabeth Müller strikt dagegen ist, können ihre acht Freundinnen, wie sie allesamt Hutmacherinnen, dieser Idee durchaus etwas abgewinnen, finden sie ihre sie drangsalierende Chefin als durch und durch unerträglich. Doch ausgerechnet Elisabeth wird eingezogen. Sie hatte nämlich bei dem Werberummel um eine weibliche Kompanie den jungen Rundfunkreporter Philipp Hansen kennen gelernt, der diese Aktion mit dem Mikrofon in der Hand begleitete. Nichtsahnend trug sie auf einem Zettel ihren Namen und ihre Adresse ein und wird nun plötzlich rekrutiert. Aus der selbstbewussten Elisabeth Müller ist jetzt Schütze Lieschen Müller geworden.
Wütend über ihre neue „Eroberung“ Hansen, von dem sie sich reingelegt fühlt, macht sich Lieschen Müller zur Kaserne auf, um den Irrtum richtig zu stellen. Doch ehe sie sich versieht, hat der militärische Apparat sie mit Haut und Haaren verschlungen. Am Ende des Tages ist sie, frisch eingekleidet in taubenblauer Uniform, eine von zwölf Frauen auf Stube 19 … und trifft dabei ganz en passant ihre acht Hutmacher-Freundinnen wieder. Rein in diesen Betrieb kommt man leicht, aber wieder heraus kaum – das muss auch Philipp feststellen, als er von den unglücklichen Umständen bezüglich Elisabeths Kasernierung erfährt. Er setzt alle Hebel in Bewegung, um Frl. Müller ins Zivilleben zurückzubekommen. Sogar seine Taufpatin, die Regimentskommandeurin Frau Oberst von Brugg wird kontaktiert – doch es hilft alles nichts: Schütze Müller bleibt Schütze Müller.
Der Alltag einer Soldatin ist von Anbeginn recht hart. Frau Unteroffizier Lotte Bock und Frau Feldwebel Grete Busse wollen aus ihrer Kompanie eine starke Truppe machen und den Männern im Regiment zeigen, dass auch Frauen ihren Mann stehen können und nehmen die jungen Damen entsprechend ran. Doch in ihren eigenen Fällen betrachten die beiden kommandierenden Damen die Situation mit gemischten Gefühlen, denn ihre Gatten müssen Heim, Herd und Kinder hüten, während die Ehefrauen ihre Geschlechtsgenossinnen fürs Vaterland drillen. Schließlich müssen alle feststellen – das ist die Moral dieser Geschichte aus der konservativen Adenauer-Zeit – dass ein Rollentausch mit all seinen Problemen dieser Gesellschaft angeblich nicht gut tut. Hansen zettelt eine kleine Palastrevolution gegen diese als absurd empfundene Situation an und gründet einen „Klub der Männer militarisierter Frauen“. Am Ende verliert die soldatische Damenwelt ihre angenommene Haltung und kehrt reuevoll zurück in die Arme ihrer Männer. Die Idee eines Frauenbataillons ist Geschichte.

## Produktionsnotizen
Gedreht 1956 im Großraum München, wurde Schütze Lieschen Müller am 7. Februar 1957 in Gelsenkirchen uraufgeführt. Der Streifen wurde auch unter dem Titel Frauenparade verliehen.
Edgar Roell übernahm die Produktionsleitung. Hans Sohnle und der Novize Friedrich Thaler gestalteten die Filmbauten, Ursula Maes entwarf die Kostüme. Walter Rühland sorgte für den Ton. Eberhard Itzenplitz assistierte Regisseur König. Klaus König war Kameraassistent.

## Kritik
Das Lexikon des internationalen Films dekretierte knapp: „Ein alberner Schwank mit abgeschmackten Witzchen.“